# Брук Беннетт
Брук Беннетт (англ. Brooke Marie Bennett; нар. 6 травня 1980 року) — колишня американська плавчиня, триразова олімпійська чемпіонка.

## Життєпис
У віці 12 років Беннетт пройшла кваліфікацію першого національного розряду серед юніорів і виграла свою першу золоту медаль на 800 метрів вільним стилем на Олімпійських іграх в Атланті 1996 року. Того ж року Олімпійський комітет США визнав Беннетт «Спортивною жінкою року».

## Спортивна кар'єра

### Літні Олімпійські ігри 1996
Першу золоту медаль Беннетт здобула в змаганнях на 800 метрів вільним стилем на літніх Олімпійських іграх 1996 року в Атланті, штат Джорджія. Це досягнення, що відбулося через кілька днів після смерті її діда, було затьмарене тим фактом, що це була остання олімпійське змагання в кар'єрі легенди плавання Джанет Еванс.

### Чемпіонат світу з водних видів спорту 1998 року
У Беннетт на дистанції 800 метрів вільним стилем з'явилася нова суперниця — товаришка по команді Дайана Мунц, яка перемогла Беннетт у двох окремих запливах протягом останніх кількох років. Однак Беннетт виграла 800-метрів вільним стилем.

### Літні Олімпійські ігри 2000
На Літніх Олімпійських іграх 2000 року Брук досягла піку своєї плавальної кар'єри. Вона виграла ще дві золоті медалі в гонках на 400 та 800 метрів вільним стилем, причому остання прийшла в рекордний олімпійський час.